# Nursing Up
Nursing Up è un sindacato di categoria, rappresentativo dei professionisti sanitari
Nasce nel 1997 dall'associazione di un gruppo di infermieri. Nel 2022 conta circa 25.000 iscritti